# Wheatland (Wyoming)
Pour les articles homonymes, voir Wheatland.
La ville américaine de Wheatland est le siège du comté de Platte, dans l’État du Wyoming. Lors du recensement de 2010, sa population s’élevait à 3 627 habitants.

## Source
- (en) Cet article est partiellement ou en totalité issu de l’article de Wikipédia en anglais intitulé « Wheatland, Wyoming » (voir la liste des auteurs).